# Vargtjärnen (Piteå socken, Norrbotten)
Vargtjärnen är en sjö i Piteå kommun i Norrbotten och ingår i Lillpiteälvens huvudavrinningsområde. Sjöns area är 0,015 kvadratkilometer och den befinner sig 200 meter över havet.